# Echinopsis

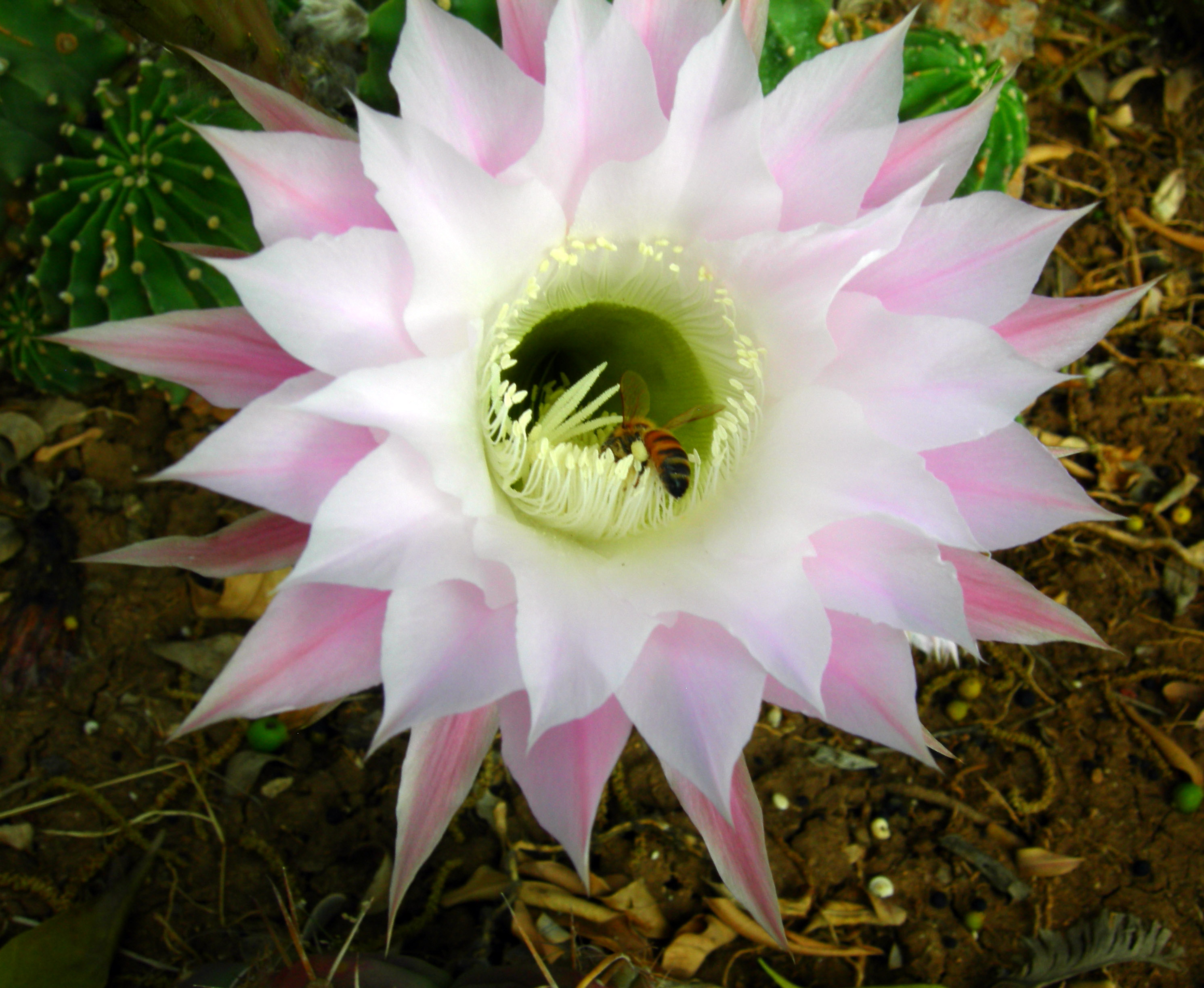
Echinopsis eyriesii

Echinopsis é um gênero botânico da família cactaceae.

## Sinonímia
| - Acantholobivia Backeb. - Acanthopetalus Y.Itô - Andenea Fric - Aureilobivia Fric - Chamaecereus Britton & Rose - Chamaelobivia Y.Itô - Cinnabarinea Fric ex F.Ritter - Echinolobivia Y.Itô - Echinonyctanthus Lem. - Furiolobivia Y.Itô | - Helianthocereus Backeb - Heterolobivia Y.Itô - Hymenorebulobivia Fric - Hymenorebutia Fric ex Buining - Leucostele Backeb. - Lobirebutia Fric - Lobivia Britton & Rose - Lobiviopsis Fric - Megalobivia Y.Itô - Mesechinopsis Y.Itô | - Neolobivia Y.Itô - Pilopsis Y.Itô - Pseudolobivia (Backeb.) Backeb. - Rebulobivia Fric - Salpingolobivia Y.Itô - Scoparebutia Fric & Kreuz. ex Buining - Setiechinopsis (Backeb.) de Haas - Soehrensia Backeb. - Trichocereus (A.Berger) Riccob. |

### Espécies
| - Echinopsis adolfofriedrichii G. Moser - Echinopsis amoenissima Werdermann - Echinopsis ancistrophora Spegazzini - Echinopsis angelesii (R. Kiesling) G. D. Rowley - Echinopsis antezanae (Cárdenas) H. Friedrich & G. D. Rowley - Echinopsis apiculata Linke - Echinopsis arboricola (Kimnach) R. Mottram - Echinopsis arebaloi Cárdenas - Echinopsis atacamensis (Philippi) H. Friedrich & G.D. Rowley - Echinopsis aurata Salm-Dyck - Echinopsis aurea Britton & Rose - Echinopsis backebergia Werdermann - Echinopsis baldiana Spegazzini - Echinopsis berlingii Y. Ito - Echinopsis bertramiana (Backeberg) H. Friedrich & G. D. Rowley - Echinopsis bolligeriana Mächler & Helmut Walter - Echinopsis bonnieae (Halda, Hogan & Janeba) Halda & Malina - Echinopsis boyuibensis F. Ritter - Echinopsis brasilensis A. V. Frič - Echinopsis bridgesii Salm-Dyck - Echinopsis bruchii (Britton & Rose) H. Friedrich & Glaetzle - Echinopsis cabrerae (R. Kiesling) G. D. Rowley - Echinopsis caineana (Cárdenas) D. R. Hunt - Echinopsis cajasensis F. Ritter - Echinopsis calliantholilacina Cárdenas - Echinopsis callichroma Cárdenas - Echinopsis calochlora K. Schumann - Echinopsis camarguensis (Cárdenas) H. Friedrich & G. D. Rowley - Echinopsis campylacantha Pfeiffer & Otto - Echinopsis candicans (Salm-Dyck) F. A. C. Weber - Echinopsis cardenasiana (Rausch) H. Friedrich - Echinopsis caulescens (F. Ritter) M. Lowry - Echinopsis cephalomacrostibas (Werdermann & Backeberg) H. Friedrich & G. D. Rowley - Echinopsis cerdana Cárdenas - Echinopsis chalaensis (Rauh & Backeberg) H. Friedrich & G. D. Rowley - Echinopsis chamaecereus H. Friedrich & W. Glaetzle - Echinopsis chereauniana Schlumb. - Echinopsis chiloensis (Colla) H. Friedrich & G. D. Rowley - Echinopsis chrysantha Werdermann - Echinopsis chrysochete Werdermann - Echinopsis cinnabarina (Hooker) Labouret - Echinopsis clavata (F. Ritter) D. R. Hunt - Echinopsis cochabambensis Backeberg - Echinopsis colmariensis Hort. - Echinopsis comarapana Cárdenas - Echinopsis conaconensis (Cárdenas) H. Friedrich & G. D. Rowley - Echinopsis coquimbana (Molina) H. Friedrich & G. D. Rowley - Echinopsis coronata Cárdenas - Echinopsis cotacajesii Cárdenas - Echinopsis crassicaulis (R. Kiesling) H. Friedrich & Glaetzle - Echinopsis cristata Salm-Dyck - Echinopsis cuzcoensis (Britton & Rose) H. Friedrich & G. D. Rowley - Echinopsis cylindracea (Backeberg) Friedrich - Echinopsis decaisniana Walp. - Echinopsis densispina Werdermann - Echinopsis derenbergii A. V. Frič - Echinopsis deserticola (Werdermann) H. Friedrich & G. D. Rowley - Echinopsis escayachensis (Cárdenas) H. Friedrich & G. D. Rowley - Echinopsis eyriesii Pfeiffer & Otto - Echinopsis fabrisii (R.Kiesling) G. D. Rowley - Echinopsis famatimensis (Spegazzini) Werdermann - Echinopsis ferox (Britton & Rose) Backeberg - Echinopsis formosa (Pfeiffer) Jacobi | - Echinopsis friedrichii G. D. Rowley - Echinopsis gibbosa Pfeiffer - Echinopsis gigantea Rud. Meyer - Echinopsis gladispina Y. Ito - Echinopsis glauca (F. Ritter) H. Friedrich & G. D. Rowley - Echinopsis glaucina H. Friedrich & G. D. Rowley - Echinopsis haematantha (Spegazzini) J. G. Lamb. - Echinopsis hahniana (Backeberg) R. S. Wallace - Echinopsis hamatispina Werdermann - Echinopsis hammerschmidii Cárdenas - Echinopsis hertrichiana (Backeberg) D. R. Hunt - Echinopsis hossei Werdermann - Echinopsis huascha (F. A. C. Weber) H. Friedrich & G. D. Rowley - Echinopsis huotti Labour. - Echinopsis hystrichoides F. Ritter - Echinopsis ibicuatensis Cárdenas - Echinopsis imperialis Hort. - Echinopsis jajoiana Hort. - Echinopsis jamessianus Hort. - Echinopsis kladiwaiana Rausch - Echinopsis klingleriana Cárdenas - Echinopsis knotti Schlumberger - Echinopsis knuthiana (Backeberg) H. Friedrich & G. D. Rowley - Echinopsis korethroides Werdermann - Echinopsis lageniformis (Forst.) H. Friedrich & G. D. Rowley (formerly Trichocereus bridgesii) - Echinopsis lamprochlora F. A. C. Weber - Echinopsis lateritia Gürke - Echinopsis leucantha Walpers - Echinopsis litoralis (Joh.) H. Friedrich & G. D. Rowley - Echinopsis lorethroides Werdermann - Echinopsis macrodiscus Frič - Echinopsis macrogona (S.D.) H. Friedrich & G. D. Rowley - Echinopsis mamillosa Gürke - Echinopsis marsoneri Werdermann - Echinopsis mataranensis Cárdenas - Echinopsis maximiliana Heyder - Echinopsis melanacantha A. Dietr. - Echinopsis meyeri Heese - Echinopsis mieckleyi Rud. Meyer - Echinopsis mihanovichii Frič & Gurcke - Echinopsis minuana Spegazzini - Echinopsis mirabilis Spegazzini - Echinopsis misleyi J. Labouret - Echinopsis molesta Spegazzini - Echinopsis nigra Backeberg - Echinopsis nigrispina Walp. - Echinopsis nodosa Linke - Echinopsis obrepanda (Salm-Dyck) K. Schum. - Echinopsis octacantha Muehlenpf. - Echinopsis oxygona Pfeiff. & Otto - Echinopsis pachanoi (Britton & Rose) H. Friedrich & G. D. Rowley - Echinopsis pampana (Britton & Rose) D. R. Hunt - Echinopsis pectinata Fennel - Echinopsis pelecygona Y. Ito - Echinopsis pentlandii Salm-Dyck - Echinopsis peruviana (Britton & Rose) H. Friedrich & G. D. Rowley - Echinopsis picta Walp. - Echinopsis pojoensis Cárdenas - Echinopsis pseudomammillosa Cárdenas - Echinopsis pugionacantha Rose & F. Boedeker - Echinopsis pulchella Zucc. - Echinopsis quadratiumbonata (F. Ritter) D. R. Hunt - Echinopsis reichenbachiana Pfeiff. - Echinopsis rhodotricha K. Schumann - Echinopsis riviere-de-caraltii Cárdenas - Echinopsis robinsoniana Werdermann - Echinopsis rubescens Backeberg - Echinopsis salmiana F. A. C. Weber - Echinopsis salpigophara A. C. Lemaire - Echinopsis saltensis Spegazzini - Echinopsis sanguiniflora (Backeberg) D. R. Hunt - Echinopsis santaensis (Rauh & Backeberg) H. Friedrich & G. D. Rowley - Echinopsis schelhasii Pfeiff. & Otto | - Echinopsis schickendantzii F. A. C. Weber - Echinopsis schieliana (Backeberg) D. R. Hunt - Echinopsis schoenii (Rauh & Backeberg) H. Friedrich & G. D. Rowley - Echinopsis schreiteri (Castellanos) Werdermann - Echinopsis scopa Carrière - Echinopsis scopulicola (F. Ritter) R. Mottram - Echinopsis setosa Linke - Echinopsis silvestrii Spegazzini - Echinopsis simplex Niedl - Echinopsis skottsbergii (Backeberg) H. Friedrich & G. D. Rowley - Echinopsis smrziana Backeberg - Echinopsis spachiana (A. C. Lemaire) H. Friedrich & G. D. Rowley - Echinopsis spegazzinii K. Schumann - Echinopsis sphacelata Gravis - Echinopsis spinibarbis (Otto) A. E. Hoffmann - Echinopsis strausii Graessn. - Echinopsis strigosa (Salm-Dyck) H. Friedrich & G. D. Rowley - Echinopsis subdenudata Cárdenas - Echinopsis sucrensis Cárdenas - Echinopsis tacaquirensis (Vaupel) H. Friedrich & G. D. Rowley - Echinopsis tacuarembense J. Arechavaleta - Echinopsis taratensis (Cárdenas) H. Friedrich & G. D. Rowley - Echinopsis tarijensis (Vaupel) H. Friedrich & G. D. Rowley - Echinopsis tarmaensis (Rauh & Backeberg) H. Friedrich & G. D. Rowley - Echinopsis tegeleriana (Backeberg) D. R. Hunt - Echinopsis tephracantha Hort. - Echinopsis terscheckii (A. A. Parmentier) H. Friedrich & G. D. Rowley - Echinopsis thelegona (F. A. C. Weber) H. Friedrich & G. D. Rowley - Echinopsis thelegonoides (Spegazzini) H. Friedrich & G. D. Rowley - Echinopsis thionantha (Spegazzini) D. R. Hunt - Echinopsis tiegeliana (Wessner) D. R. Hunt - Echinopsis trichosa (Cárdenas) H. Friedrich & G. D. Rowley - Echinopsis tricolor A. G. Dietrich - Echinopsis tuberculata Niedt - Echinopsis tubiflora J. G. Zuccarini - Echinopsis tucumanensis Y. Ito - Echinopsis tulhuayacensis (Ochoa) H. Friedrich & G. D. Rowley - Echinopsis tunariensis (Cárdenas) H. Friedrich & G. D. Rowley - Echinopsis uyupampensis (Backeberg) H. Friedrich & G. D. Rowley - Echinopsis vasquezii (Rausch) G. D. Rowley - Echinopsis vatteri (R. Kiesling) G. D. Rowley - Echinopsis verschaffeltii Hort. - Echinopsis volliana (Backeberg) H. Friedrich & G. D. Rowley - Echinopsis walteri (R. Kiesling) H. Friedrich & W. Glaetzle - Echinopsis werdermannii Frič - Echinopsis yuquina D. R. Hunt - Echinopsis zuccarinii Pfeiff. & Otto |